# Вулиця Скорини (Львів)
Ву́лиця Ско́рини — вулиця у Сихівському районі міста Львів, місцевість Боднарівка. Сполучає вулиці Боднарську та Демнянську. 
Прилучається вулиця Гашека.

## Історія
Вулиця виникла, ймовірно, у 1950-х роках. 1958 року отримала офіційну назву вулиця Федоренка, на честь радянського льотчика Василя Федоренка (за іншими даними — на честь радянського військового діяча, маршала бронетанкових військ Якова Федоренка). Сучасна назва — з 1992 року, на честь білоруського першодрукаря Франциска Скорини.

## Забудова
Забудова вулиці Скорини почалася у 1950-х роках, першими постали типові дво- та триповерхові будинки барачного типу. У 1960-х—1970-х роках на вулиці з'явилося кілька п'ятиповерхівок, у 1980-х роках наприкінці вулиці постав дев'ятиповерховий багатоквартирний будинок.
Житлова забудова вулиці розташована лише з парного боку. Весь непарний бік вулиці зайнятий будівлями колишньої Львівської виправної колонії № 48.

### Будинки
№ 34 — будівля Львівської середньої загальноосвітньої школи № 86 I—III ступенів урочисто відкрита 1 вересня 1984 року. Першим директором школи був Добрянський Олександр Михайлович. 1 лютого 2024 року, на фасаді школи відкрили п'ять меморіальних таблиць пам'яті загиблих львів'ян, які загинули у російсько-українській війні. Іваночко Андрій, Захарко Ігор, Діанов Валерій, Якимов Владислав та Малаховський Павло свого часу навчалися у цій школі.
№ 44 — десятиповерховий житловий будинок. На першому поверсі містяться відділення поштового зв'язку № 58 та магазин самообслуговування торгової мережі «Близенько».